# 鼓颊南鳅
鼓颊南鳅（学名：Schistura bucculentus）为輻鰭魚綱鯉形目條鳅科南鳅属的鱼类，俗名鼓颊条鳅。分布于泰国的湄公河水系以及云南西双版纳地区的澜沧江水系等，本魚體延長呈圓柱狀，口亞下位，具觸鬚3對，頭頂具有蟲紋，體色灰色，腹部白色，身體有9-13深色橫帶，些微寬於間隙，略不規則地豎立，有時不達到腹部，背鰭基底前面地具有一個黑色的斑點,背鰭基底前面地具有一個黑色的斑點，跟隨著橘色的小區塊與一個低的細長灰色的斑塊，體長可達10.4公分。棲息在水流湍急、沙石底質的河川底層水域，生活習性不明。该物种的模式产地在靠近老挝的Huey、Nam Puat，属湄公河水系。

## 扩展阅读
維基物種上的相關：鼓颊南鳅